# Éditions Albin Michel
De éditions Albin Michel is een Franse onafhankelijke uitgeverij die is opgericht in 1900 door Albin Michel.
Éditions Albin Michel is vertegenwoordigd in elk literair genre, inclusief debuterende auteurs. De beroemdste schrijver tot nu toe waarvan de uitgeverij werk publiceerde is Amélie Nothomb.

## De groep Albin Michel
In de laatste decennia heeft Albin Michel een aantal uitgevers overgenomen, die nog onder eigen naam lid zijn van de Groep Albin Michel: 
- Magnard
- Vuibert
- Sedrap
- Le Grand livre du Mois
- De Vecchi
- Dervy
- Dilisco